# Arman Ahmetagic

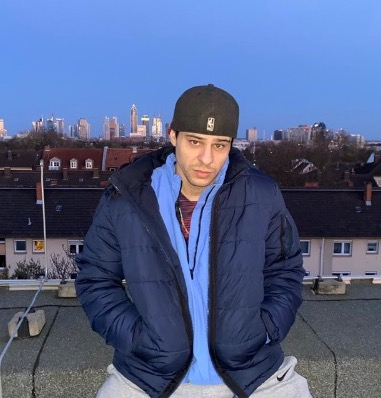
Arman Ahmetagic

Arman Ahmetagic (* 15. Juni 1987 in Prijedor, Bosnien) ist ein deutscher Rapper und Schauspieler jugoslawischer Abstammung aus Frankfurt am Main. Seinen bisher bekanntesten Auftritt hatte er als Marvin Kunze in der Reality TV-Show Köln 50667.

## Leben
Schon vor seiner Schauspielkarriere war Ahmetagic als Rapper aktiv. Von 2013 bis 2014 spielte er in der Reality-TV-Show Köln 50667 die Rolle des Marvin Kunze. Seine Verträge schlossen eine parallele Tätigkeit als Musiker aus. Aufgrund von Differenzen mit seinen Schauspielkollegen und der Produktionsfirma entschloss er sich im Jahr 2014, aus der Serie auszusteigen und den Fokus auf seine Musik zu legen.
Ahmetagic tritt unter seinem Künstlernamen Aaliam auf und veröffentlichte 2019 sein Album Kopfsache.

## Filmografie
- 2013–2014: Köln 50667 (Fernsehserie, als Marvin Kunze)

## Diskografie
- 2019: Kopfsache